# لولبية شاحبة
اللولبية الشاحبة (باللاتينية: Treponema pallidum) نوع من الجراثيم سلبية الغرام من الملتويات، اكتشفها في 1905 عالما جراثيم ألمانيان هما فريتز شاودين وإريخ هوفمان.

## تحت الأنواع
اللولبية الشاحبة لها أربعة تحت أنواع (ضروب) كلها تسبب أمراضاً عند الإنسان:
- اللولبية الشاحبة الشاحبة Treponema pallidum pallidum وتسبب الزهري[1]
- اللولبية الشاحبة الرقيقة Treponema pallidum pertenue، وتسبب الداء العليقي (اليوز)
- اللولبية الشاحبة المتوطنة Treponema pallidum endemicum، وتسبب البجل
- اللولبية الشاحبة البقعية Treponema pallidum carateum، وتسبب البنتا.

يختلف العلماء في تصنيف اللولبيات، حيث يمكن أن تعتبر بعض الضروب السابقة أنواعاً مستقلة. فمثلاً، أحياناً يسمى مسبب البنتا باللولبية البقعية، وفي نفس الوقت يعتبر المؤلف الأشكال الأخرى ضروباً.

## المورفولوجيا
جرثومة اللولبية سلبية الغرام طويلة (8–20 مكم) ورفيعة (0.25–0.35 مكم)، عمق اللولب 0.8—1 مكم وطول الفتلة 1 مكم، متحركة بفضل وجود سياط داخلية. لا تتلون بالملونات الأنيلينية بسبب كثرة المكونات الكارهة للماء في الهيولى، وتتلون بالوردي الشاحب بتلوين غيمزا، وهذا ما دعا إلى تسميتها باللولبية الشاحبة.